# 重慶南路 (台北市)

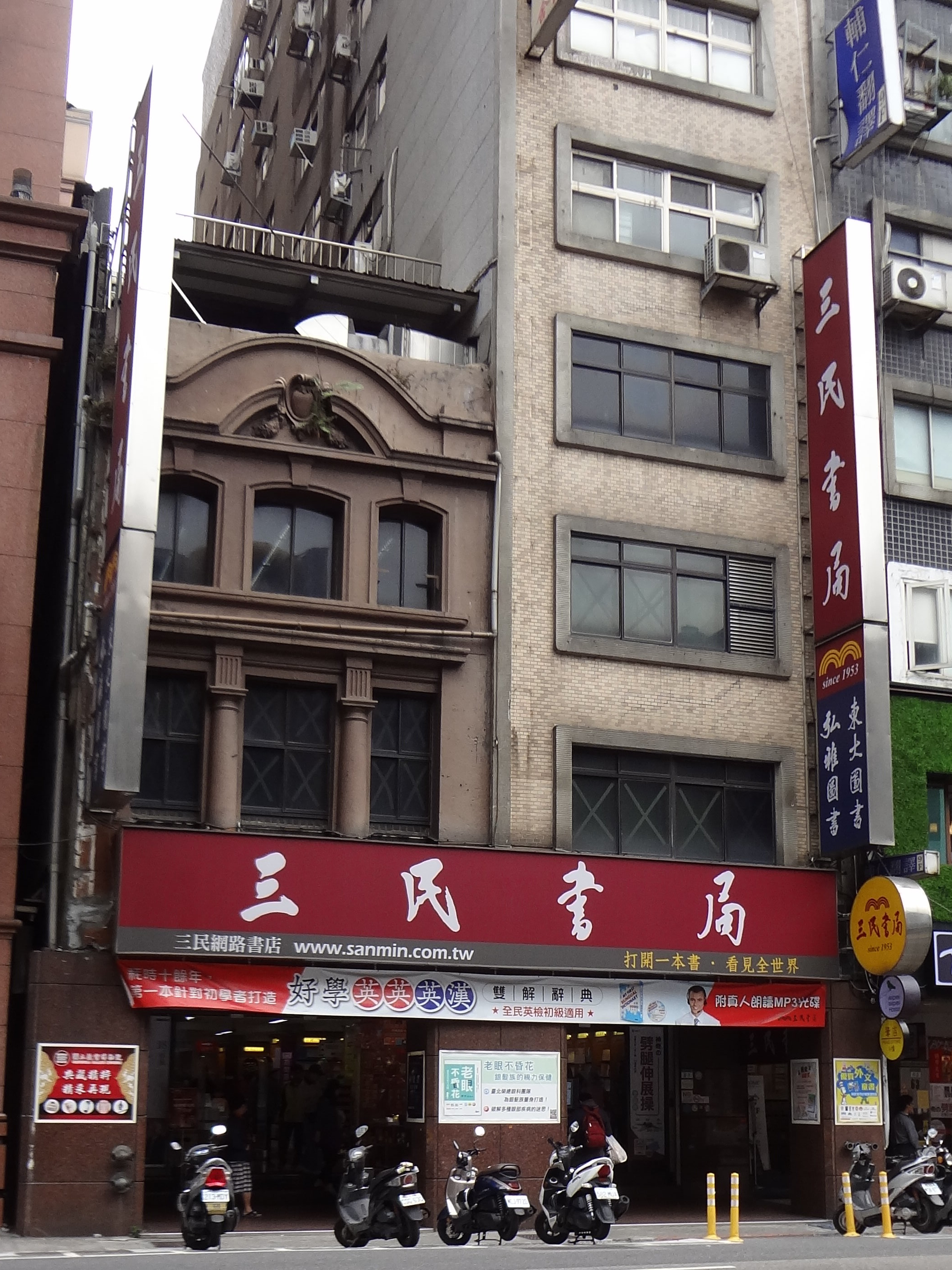
三民書局 重南店

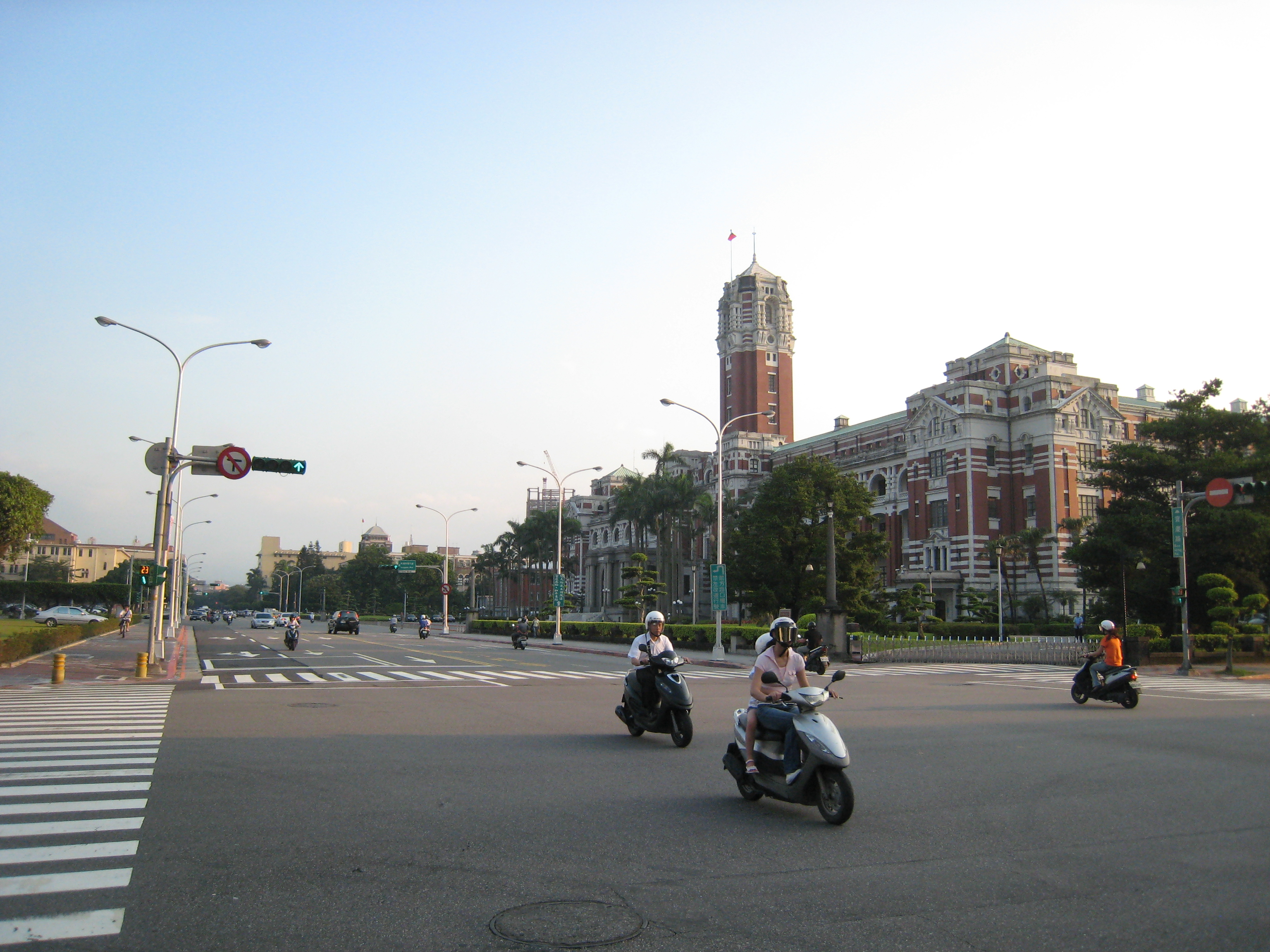
台湾総統府

重慶南路（じゅうけいなんろ）は、台北市の中心部を南北に貫く道路。
沿道には台湾総統府、総統官邸、法務部、司法院、第一銀行、北一女中などがある。南端は中正橋、北端は重慶北路と台北駅に接する。駅周辺にはデパート、ホテル、予備校が多い。
清朝統治時代の「府前街」、日本統治時代の「本町通り」と重なる。遷台時、重慶精神（重慶国民政府の抗戦精神）にちなんで「重慶南路」と命名された。
住所表記では「重慶南路一段」「重慶南路二段」「重慶南路三段」に分けられる。「凱達格蘭大道」「衡陽路」「宝慶路」などと交差し、「中正区」「博愛特区」と重なる。

## 書店街
重慶南路は、三民書局、商務印書館（台湾商務印書館）、東方出版社、金石堂書店などのビルが並ぶ書店街（重慶南路書店街）としても知られる。
書店街は、日本統治時代の新高堂書店や台湾書籍に起源をもち、1950年代から1980年代に全盛期を迎えた。
しかし21世紀以降、出版不況や繁華街の移動により、閉店や移転が相次いでいる。全盛期は100軒以上の書店があったが、2010年代末には10軒程にまで減少している。
重慶南路に代わり、「温羅汀」（台湾大学や台湾師範大学そばの学生街）が、独立書店や古書店の集まる書店街となっている。